# Hetschburg
Hetschburg é um município da Alemanha, situado no distrito de Weimarer Land, no estado da Turíngia. Tem 2,71 km² de área, e sua população em 2019 foi estimada em 243 habitantes.